# Fréscano
Fréscano là một đô thị ở tỉnh Zaragoza, Aragon, Tây Ban Nha. Theo điều tra dân số 2004 của Viện thống kê Tây Ban Nha (INE), đô thị này có dân số là 231 người. Diện tích đô thị này là 18 ki-lô-mét vuông.Đô thị này nằm ở độ cao 302 m trên mực nước biển.

## Biến động dân số
| 1991 |  | 1996 |  | 2001 |  | 2004 |  | 2006 |  | 2008 |
| ---- |  | ---- |  | ---- |  | ---- |  | ---- |  | ---- |
| 275  |  | 261  |  | 248  |  | 231  |  | 237  |  | 246  |